# 夏草の賦
『夏草の賦』（なつくさのふ）は、司馬遼太郎の歴史小説。1966年9月から1967年5月にかけて地方紙に連載、文藝春秋により刊行された。戦国時代から安土桃山時代にかけての大名、長宗我部元親を主人公とした作品。なお、この作品では長曾我部元親と表記されている。

## あらすじ
戦国の世、「鬼国」と呼ばれた僻遠の地である土佐に生まれた長曾我部元親は、織田家に仕える斎藤利三の妹であり、織田家中でも随一の美貌といわれた菜々を娶る。
この頃まだ数郡を切り取った小領主にすぎない元親は、菜々の縁もあって同じく中央で新興勢力として台頭しつつあった織田信長と誼を結び、権謀術数の限りを尽くして土佐の切り取りを推し進める。
本山氏、安芸氏、一条氏らを次々に降して土佐の平定を果たした元親はいよいよ天下統一の野望を抱き、四国を破竹の勢いで侵略する。
ところが、既に京を押さえて天下の趨勢を握った同盟者の信長にとって、四国はもはや征服すべき対象でしかなくなっており、武田氏、上杉氏、本願寺といった難敵の脅威が去るや否や懐柔策から一転、長曾我部家に対して強硬な姿勢に出る。
取次ぎ役を担っていた明智光秀の奔走も虚しく両家の仲は決裂し、元親により阿波を追い出された三好笑巌を先鋒とする数万の四国平定軍が編成された。
二つの勢力が激突するかと思われたそのとき、明智光秀によって本能寺の変が勃発し、信長は道半ばで倒れる。
窮地を逃れた元親は反転攻勢に出るが、二十年来の戦乱によって四国の国土が限界を迎えつつある一方、明智光秀が信長を討ったわずか11日ののちに羽柴秀吉によって討たれ、さらに秀吉は柴田勝家を滅ぼして信長の後継者の地位を固めると、天下の情勢は刻々と変わりつつあった。
徳川家康を降して後顧の憂いを絶った秀吉は、かつて信長がそうしようとしたように、ようやく四国の平定を果たした元親を屈服させるべく大軍を送り込む。
再び存亡の危機に立たされた元親は徹底抗戦で玉砕する道を選ぶが、刃折れ矢尽き、ついに家臣の説得に応じて秀吉の軍門に降る。
彼が半生をかけて切り取った領土は土佐一国を除いて召し上げられ、また秀吉という人物に直接触れることでその器の大きさを思い知らされた元親は、彼の野望に幕を下ろした。
その後、元親は秀吉からかつて讃岐で戦った仇敵、十河存保とともに九州征伐の先陣を命じられる。
軍監（事実上の大将）にはかつて元親が数度に渡って敗北せしめた秀吉の部将、仙石秀久が付けられた。
しかし功にはやる仙石秀久は、本軍の到着まで守勢に徹せよ、という秀吉の命を無視し、島津家久率いる屈強な薩摩勢の大軍に寡兵をもって正面衝突するという愚を犯す。
早々と戦場から逃亡した秀久に取り残され、島津軍の壮絶な攻撃にさらされた四国勢は奮戦むなしく元親の嫡子である弥三郎（信親）、十河存保が討死、元親は危うく落ちのびる。
最も期待をかけていた嫡男・信親の死、それに追い討ちをかけるように訪れた愛妻・菜々の死によって元親は往年の覇気を完全に失ってしまう。
そして、彼が生きる気概を無くしたことは、長曾我部家そのものが指針を失うことをも意味していた。
そのまま迷妄状態の元親によって跡継ぎに定められた盛親は元親の死後、関ヶ原の戦いで判断を誤り、やがて大坂の陣の終結をもって長曾我部家は滅亡する。

## 主な登場人物
長曾我部元親
四国を戦国たらしめた長身痩躯の風雲児。自らを「臆病者」と呼ぶ謀略家にして稀代の戦上手であり、いずれ京を押さえて天下を手中にするという壮大な野望を心に秘める。

一領具足や五十箇条の成文家法をもって家臣団を統率し、早くから中央の政情を見通してその版図を着実に広げていくが、田舎者というコンプレックスからものごとを気負いすぎるたちもあり、夢潰えた晩年は覇気を失う。
菜々
斎藤利三の妹であり、元親の正室。岐阜で並ぶものなしと言われた美貌の持ち主だが、人一倍好奇心が強く、思索よりも感情と行動が先に出る変わり者。

はじめ土佐の想像を超える田舎ぶりに前途を憂えたが、次第に元親の不思議な人柄とこの土地を愛し、妻としてその覇業を支えていくようになる。
長曾我部信親
菜々が産んだ元親の嫡子。通称は弥三郎、織田信長を烏帽子親として一字を賜り信親と名乗る。

幼少期から当代一流の英才教育を施されて家臣・領民に慕われる好青年に育ち、元親以上の人物になると目されたが、一方で育ちの良さと若さゆえの甘さも見せ、しばしば父に叱咤されながら人間として成長していく。戸次川の戦いで奮戦するが全滅、討死する。
福留隼人
「ヘビもハミ（まむし）もそこをのけ。隼人さまのお通りじゃ」と歌いはやされた無双の豪傑。元親が出した禁酒令を諌める勇気のある硬骨漢で、信親の傅役を任せられるなど重用されたが、伊予平定戦で討死。

子の福留儀重も隼人を称して信親の側近として仕え、戸次川の戦いで信親とともに討死した。
谷忠兵衛
阿波方面の司令官として活躍した家中第一の勇将。秀吉の四国征伐では前線を死守しつつ元親に降伏を容れさせ、豊臣政権下では外交官として手腕を発揮する。戸次川の戦い後、信親の遺体を引き取りにゆく。
桑名太郎左衛門
長曾我部家臣。九州征伐の際に長曾我部三隊のうち一隊を率いる。信親とともに戦死。
安芸国虎
安芸郡を領する猛将。一条家と縁戚を結んで長曾我部家に対抗するも、元親の謀略によって追い詰められ自刃する。
一条兼定
土佐国主。名門一条氏の血を引く土佐の象徴的な存在であったが、酒色に溺れて恐慌政治を行い、家中に不和を招く。元親が扇動のために送り込んだ菜々をかどわかそうとしたことが引き金となり、家臣らにクーデターを起こされ追放される。
土居宗珊
一条家家老。腐敗する一方の家中にあって最後まで兼定に忠義を示すも、武家のしきたりによって自邸に逃げ込んだ菜々を助け、主君の乱行を諌めようとしたことが兼定の逆鱗に触れ誅殺される。宗珊の死で一条家の崩壊は決定的なものとなる。
織田信長
尾張に生まれ落ちた革命児。類稀な戦略眼と常に新しい発想をもって旧弊の価値観を打ち破り、浅井、朝倉、武田、本願寺といった強敵を次々に倒して天下に覇を唱える。

諧謔を愛す一方でそりの合わない者にはときに苛烈な処遇を下す驕慢の人でもあり、それによって恨みを買い志半ばで倒れる。元親のことは「鳥なき里の蝙蝠（こうもり）」であると揶揄した。
明智光秀
織田家臣。物語の冒頭で菜々に元親との縁談を持ち込んだ張本人。以来、長曾我部家と織田家の仲を取り持ちながら各地を転戦し、一時は家中随一の功臣と呼ばれる働きを成す。

しかし次第に信長に疎まれていると感じるようになり前途に絶望、衝動的に本能寺の変を起こして信長を討つが、ほどなく秀吉に滅ぼされる。
石谷光政
菜々の兄。長兄の斎藤利三とともに明智光秀に仕え、信長が長曾我部征伐を決めた際に最後の降伏勧告の使者として送り込まれる。

光秀の敗亡以降は行方不明となるが、九州征伐を前に庇護を求めて元親の前に現れ、信親とともに戦死。
羽柴秀吉
織田家臣。織田家の中国方面司令官として毛利氏と対陣していたが、本能寺の変の直後にいちはやく明智光秀を討ち、信長の後継者となる。

その後八万の大軍で長曾我部氏を降伏させるが、「天性の人たらし」と呼ばれたように人心掌握の術に長け、元親を敗軍の将としてではなく一人の英傑として遇し屈服させた。
三好笑巌
河内を信長に攻められ、阿波に逃れるも更に南方から元親の攻勢に遭い、結局信長に降る。時流を読む目に非凡なものがあり、本能寺の変後は秀吉に接近して四国征伐を請うた。
十河存保
三好家の一翼として讃岐を守る歴戦の猛将。病的なまでに執念深い部分があり、長曾我部との勝端城の戦いに敗れた事で元親に深い憎悪を抱く。

のちに元親と共に九州征伐の先鋒を命じられる。百戦錬磨の武人だが、元親への憎しみと自身の面子にこだわるあまり仙石秀久の愚を知りつつ彼に迎合し、戸次川にて討死。
仙石秀久
織田家臣。秀吉の配下として四国に渡り、やはり長曾我部に敗れた経験を持つ。元親に対する憎悪においても十河と立場を同じくする。

勇敢な人物で無能ではないが、家臣上がりの習性として功名を第一に考えるところがあり、しばしば冷静な判断力を失う。

九州征伐の際は軍監として勢いに任せた戦いを進めて島津軍に大敗し、諸将を差し置いて単身逃げ帰る。

## 刊行書誌
- 文藝春秋、初版1968年1月
- 文春文庫 上・下、1977年1月
- 文庫改版 上・下、2005年9月
- 「司馬遼太郎全集18 夏草の賦、戦雲の夢」、文藝春秋、初版1973年